# غراهام بيل (عالم أحياء تطوري)
غراهام بيل (بالإنجليزية: Graham Bell)‏ هو عالم أحياء تطوري بريطاني، ولد في 3 مارس 1949 في ليستر في المملكة المتحدة.